# Ernst von Strenge
Ernst von Strenge (* 16. Juni 1872 in Gotha; † 16. September 1943 in Ansbach) war ein deutscher Verwaltungsjurist und Bezirksamtmann.

## Leben
Ernst von Strenge wurde als Sohn des thüringischen Staatsministers Karl Friedrich von Strenge (1843–1907) und dessen Ehefrau Olga Alma Jenny geb. Clauder (1850–1925) geboren. Er studierte Rechtswissenschaft an der Universität Jena. Seit 1891 gehörte er der Burschenschaft Arminia auf dem Burgkeller an. Nach dem Studium kam er in die öffentliche Verwaltung und wurde am 1. August 1912 Geheimer Regierungsrat und Vortragender Rat im Staatsministerium Coburg. In der Zeit vom 1. Juni 1914 bis zum 31. Mai 1921 bekleidete er das Amt des Bezirksamtmannes im Bezirksamt Coburg.

## Schriften
- 1905: Gothaisches Gemeindeverfassungs- und Gemeindeverwaltungsrecht

## Auszeichnungen
- März 1918 Eisernes Kreuz am weißen Bande. Damit wurden Nichtkombattanten geehrt.